# Don Brautigam
Don P. Brautigam (ur. 12 września 1946 w Paterson (New Jersey), zm. 28 stycznia 2008) – amerykański malarz, rysownik i ilustrator.

## Życiorys
W 1971 roku ukończył uczelnię artystyczną School of Visual Arts (SVA) w Nowym Jorku. Uprawiał malarstwo akrylowe, łącząc technikę aerografu i pędzla. Zrealizował wiele reklam, okładek i obwolut książek, czasopism, płyt/CD i albumów muzycznych, które stały się bestsellerami. Główną popularność zdobył w latach 80. i 90. XX wieku. Do jego klientów należały m.in. zespoły Metallica, AC/DC, Anthrax, ZZ Top i The Rolling Stones, pisarze Dean R. Koontz i Stephen King oraz takie firmy, jak PepsiCo, Warner Communications Inc. i BASF. 
Laureat wielu nagród i wyróżnień, w tym za okładkę powieści Bastion Stephena Kinga uznaną za Okładkę Roku 1980 przez Marketing Bestsellers. Oryginał innej jego słynnej okładki – albumu Master of Puppets Metalliki został sprzedany za 35 000 dolarów na aukcji w Christie’s w listopadzie 2008 roku.

## Twórczość

### Okładki książek
- Stephen King – Bastion
- H.G. Wells – Wyspa Dr. Moreau
- Dean Koontz – Łzy smoka (Smocze łzy)

### Okładki albumów muzycznych
- AC/DC – The Razor’s Edge
- Anthrax – Among the Living
- Anthrax – State of Euphoria
- Anthrax – Persistence Of Time
- James Brown – The Payback
- Metallica – Master of Puppets
- Metallica - Metallica
- Testament - The Ritual